# Dirk Fock (1886-1973)
Dirk Fock (ook: Dick Foch; Batavia, 18 juni 1886 – Orselina, 24 mei 1973) was een Nederlands en later Amerikaans dirigent en componist. Als dirigent werd hij opgeleid in Berlijn en bouwde hij tot 1932 een carrière op met aanstellingen in Duitsland, Nederland, Zweden, de Verenigde Staten en Oostenrijk. Als componist was hij autodidact. Hij liet vooral liederen na, waarvan twee met orkestbegeleiding, maar ook twee opera's en enkele pianowerken. Zijn laatste opus dateert uit 1948.

## Persoonlijk leven
Dirk Fock werd geboren in Nederlands-Indië als zoon van Wilhelmina Doffegnies (1857-1913) en Dirk Fock, van 1890 tot 1898 advocaat en procureur aldaar. Nadat het gezin in 1898 naar Nederland was teruggekeerd en zich in Rotterdam vestigde, kreeg Dirk jr. vioolles en componeerde hij zijn eerste stukken. Tegen de zin van zijn vader koos hij voor een loopbaan in de muziek. Zijn moeder stierf in 1913, toen hij 27 jaar oud was.
In 1919 vertrok hij naar de Verenigde Staten, waar hij zijn naam veranderde in Dick Foch. Hij trouwde in 1912 (echtscheiding 1917) met Alice Gertrude Johnson (1885-?), operazangeres te Berlijn onder de naam Margaret Adla. Hij trouwde in 1923 (echtscheiding 1926) met revuester Consuela Flowerton en kreeg met haar in 1924 dochter Nina, die internationale bekendheid zou verwerven als actrice en toneeldocent onder de naam Nina Foch. Hij trouwde op 17 december 1926 (echtscheiding 1931) met Editha Feinberg. Hij woonde enige jaren in Wenen maar keerde terug naar de Verenigde Staten waar hij zich liet naturaliseren tot Amerikaan. In vierde echt trouwde hij in 1931 met Christine Suze Moltzer (1907-1977).
In 1959 vestigde hij zich met echtgenote Christine in Orselina in het Zwitserse kanton Ticino, waar hij in 1973 overleed.

## Muzikale carrière
In 1907 vertrok Fock hij naar Berlijn om daar directielessen te volgen bij Karl Muck en Artur Nikisch en vioollessen bij Anton Witek. De beide laatsten, respectievelijk de dirigent en de concertmeester van de Berliner Philharmoniker, namen hem in dat orkest onder hun hoede. Hij kreeg de belangrijke orkestpositie van eerste violist en speelde ook onder de Oostenrijkse componist en dirigent Gustav Mahler. In 1911 kreeg hij bij de Kurfürsten-Oper zijn eerste aanstelling als dirigent waar hij grote opera's dirigeerde. Een jaar later volgt een aanstelling bij de opera van Mühlhausen (het huidige Mulhouse). Kort daarop dirigeerde hij in Göteborg en Stockholm, vanaf 1917 gevolgd door Amsterdam (Concertgebouworkest, als vervanger van Willem Mengelberg) en Den Haag (Residentie Orkest).
In 1919 vertrok hij naar de Verenigde Staten en vestigde zich in New York. Daar werd hij de eerste dirigent van het New York City Symphony Orchestra en liet de Amerikanen met dit orkest onder meer kennismaken met de Ballade voor piano en orkest van Darius Milhaud, die zelf als solist optrad. Ook dirigeerde hij als gastdirigent in de Carnegie Hall het orkest The National Symphony. In 1922 was hij mede-oprichter en eerste dirigent van de American Orchestral Society, een organisatie die jonge musici en dirigenten de mogelijkheid bood orkestervaring op hoog niveau op te doen.
Vijf jaar later werd Fock door Richard Strauss teruggehaald naar Europa, waar hij als eerste dirigent de Wiener Konzertverein ging dirigeren en in veel landen gastdirecties verzorgde. Een concert met de Franse componist en pianist Igor Strawinsky was daar een groot succes. Hij ging directieklassen geven bij de Hochschule für Musik en leidde concerten voor studenten. In de jaren 30 verbleef hij langere tijd in Parijs, waar hij zich hoofdzakelijk met componeren bezighield. Aan het begin van de Tweede Wereldoorlog verhuisde hij terug naar de Verenigde Staten waar hij ter ere einde van het einde van de Tweede Wereldoorlog de liederencyclus Songs of Glory componeert, uitgevoerd door de zanger Todd Duncan.